# Realidades (álbum de Manny Montes)
Realidades es el nombre del álbum debut del artista puertorriqueño de reguetón Manny Montes. Fue lanzado al mercado en 2002 bajo el sello Funkytown Music. Contiene 14 canciones y cuenta con colaboraciones de Funky, Vito y Marilyn.

## Promoción y lanzamiento
Los sencillos de este álbum son «Realidades», «La vida que nace de muerte», conocida como la biografía de Santito, «Ricky y Manuel» y «Manos arriba». La canción homónima al disco contó con un vídeo oficial, con la aparición del dúo Maso y Chal (V.I.P.) y Soly, ya que había tres canciones distintas en la misma obra audiovisual.
Manny confesó en 2010 cuando promocionaba El Escenario, que esta producción logró vender más de 100000 copias, cuando él esperaba un aproximado de 3000 unidades.

## Lista de canciones
| N.º | Nombre                          | Invitado(s) | Productor |
| --- | ------------------------------- | ----------- | --------- |
| 1   | "Intro"                         |             | DJ Sace   |
| 2   | "Abre tus ojos"                 |             | Funky     |
| 3   | "Realidades"                    |             | Funky     |
| 4   | "Te equivocaste"                |             | DJ Sace   |
| 5   | "Ricky y Manuel"                |             | DJ Sace   |
| 6   | "Ay Dios Mio"                   |             | DJ Sace   |
| 7   | "Ganándolos a todos"            | Funky       | Funky     |
| 8   | "Interlude"                     |             | DJ Sace   |
| 9   | "Manos arriba"                  | Vito        | DJ Sace   |
| 10  | "La vida que nace de la muerte" |             | DJ Sace   |
| 11  | "La chica que yo amo"           |             | DJ Sace   |
| 12  | "Loco, loco"                    |             | DJ Sace   |
| 13  | "Nunca me abandonaste"          | Marilyn     | DJ Sace   |
| 14  | "Bonus track"                   |             | DJ Sace   |

## Remezclas
- En 2005, se hizo la remezcla de «Ricky y Manuel» para el álbum United Kingdom: En Vivo.[11]
- En 2012, para el disco Corazón Abierto,[12] fueron lanzadas la remezcla de «La chica que yo amo» y «Reggaeton Mix» que incluía versos de «Manos arriba».[13]
- En 2021, junto al dominicano Peter Metivier, lanzó la canción «Te equivocaste (Re Recorded Version)», con nuevos arreglos musicales.[14]

## Premios y nominaciones
El álbum estuvo nominado en los Premios AMCL como "Álbum urbano del año" y la canción «La vida que nace de muerte» como "Canción urbana del año".